# Arnór Sigurðsson
Arnór Sigurðsson là một cầu thủ bóng đá người Iceland thi đấu cho Venezia dưới dạng cho mượn từ CSKA Moscow ở vị trí tiền vệ.

## Thống kê sự nghiệp

### Câu lạc bộ
Tính đến ngày 22 tháng 11 năm 2020
| Câu lạc bộ          | Mùa giải            | Giải đấu               | Giải đấu | Giải đấu | Cúp quốc gia | Cúp quốc gia | Châu Âu | Châu Âu | Khác | Khác | Tổng cộng | Tổng cộng |
| Câu lạc bộ          | Mùa giải            | Hạng                   | Trận     | Bàn      | Trận         | Bàn          | Trận    | Bàn     | Trận | Bàn  | Trận      | Bàn       |
| ------------------- | ------------------- | ---------------------- | -------- | -------- | ------------ | ------------ | ------- | ------- | ---- | ---- | --------- | --------- |
| ÍA                  | 2015                | Úrvalsdeild karla      | 1        | 0        | 0            | 0            | 0       | 0       | -    | -    | 1         | 0         |
| ÍA                  | 2016                | Úrvalsdeild karla      | 6        | 0        | 2            | 0            | 0       | 0       | -    | -    | 8         | 0         |
| ÍA                  | Tổng cộng           | Tổng cộng              | 7        | 0        | 2            | 0            | 0       | 0       | -    | -    | 9         | 0         |
| IFK Norrköping      | 2017                | Allsvenskan            | 8        | 0        | 1            | 0            | 0       | 0       | -    | -    | 9         | 0         |
| IFK Norrköping      | 2018                | Allsvenskan            | 17       | 3        | 0            | 0            | -       | -       | -    | -    | 17        | 3         |
| IFK Norrköping      | Tổng cộng           | Tổng cộng              | 25       | 3        | 1            | 0            | 0       | 0       | -    | -    | 26        | 3         |
| IF Sylvia (mượn)    | 2017                | Division 2             | 3        | 0        | 0            | 0            | -       | -       | -    | -    | 3         | 0         |
| CSKA Moscow         | 2018–19             | Russian Premier League | 21       | 5        | 0            | 0            | 6       | 2       | -    | -    | 27        | 7         |
| CSKA Moscow         | 2019–20             | Russian Premier League | 22       | 4        | 2            | 0            | 5       | 0       | -    | -    | 29        | 4         |
| CSKA Moscow         | 2020–21             | Russian Premier League | 12       | 2        | 0            | 0            | 0       | 0       | –    | –    | 12        | 2         |
| CSKA Moscow         | Tổng cộng           | Tổng cộng              | 55       | 11       | 2            | 0            | 11      | 2       | 0    | 0    | 68        | 13        |
| Tổng cộng sự nghiệp | Tổng cộng sự nghiệp | Tổng cộng sự nghiệp    | 87       | 14       | 5            | 0            | 11      | 2       | 0    | 0    | 103       | 16        |

### Quốc tế
Tính đến ngày 19 tháng 11 năm 2022
| Iceland   | Iceland | Iceland |
| Năm       | Trận    | Bàn     |
| --------- | ------- | ------- |
| 2018      | 2       | 0       |
| 2019      | 6       | 1       |
| 2020      | 3       | 0       |
| 2021      | 4       | 0       |
| 2021      | 10      | 1       |
| Tổng cộng | 25      | 2       |

### Bàn thắng quốc tế
| # | Ngày                 | Địa điểm                               | Đối thủ | Bàn thắng | Kết quả | Giải đấu                    |
| - | -------------------- | -------------------------------------- | ------- | --------- | ------- | --------------------------- |
| 1 | 14 tháng 10 năm 2019 | Laugardalsvöllur, Reykjavík, Iceland   | Andorra | 1–0       | 2–0     | Vòng loại UEFA Euro 2020    |
| 2 | 2 tháng 6 năm 2022   | Sân vận động Sammy Ofer, Haifa, Israel | Israel  | 2–1       | 2–2     | UEFA Nations League 2022–23 |